# Bistum San Vicente
Das Bistum San Vicente (lateinisch Dioecesis Sancti Vincentii, spanisch Diócesis de San Vicente) ist eine in El Salvador gelegene römisch-katholische Diözese mit Sitz in Ciudad San Vicente. Es umfasst das Departamento San Vicente.

## Geschichte
Das Bistum San Vicente wurde am 18. Dezember 1943 durch Papst Pius XII. aus Gebietsabtretungen des Erzbistums San Salvador, dem es als Suffraganbistum unterstellt wurde. Am 5. Mai 1987 verlor es einen Teil des Territoriums an das Bistum Zacatecoluca.

## Weblinks

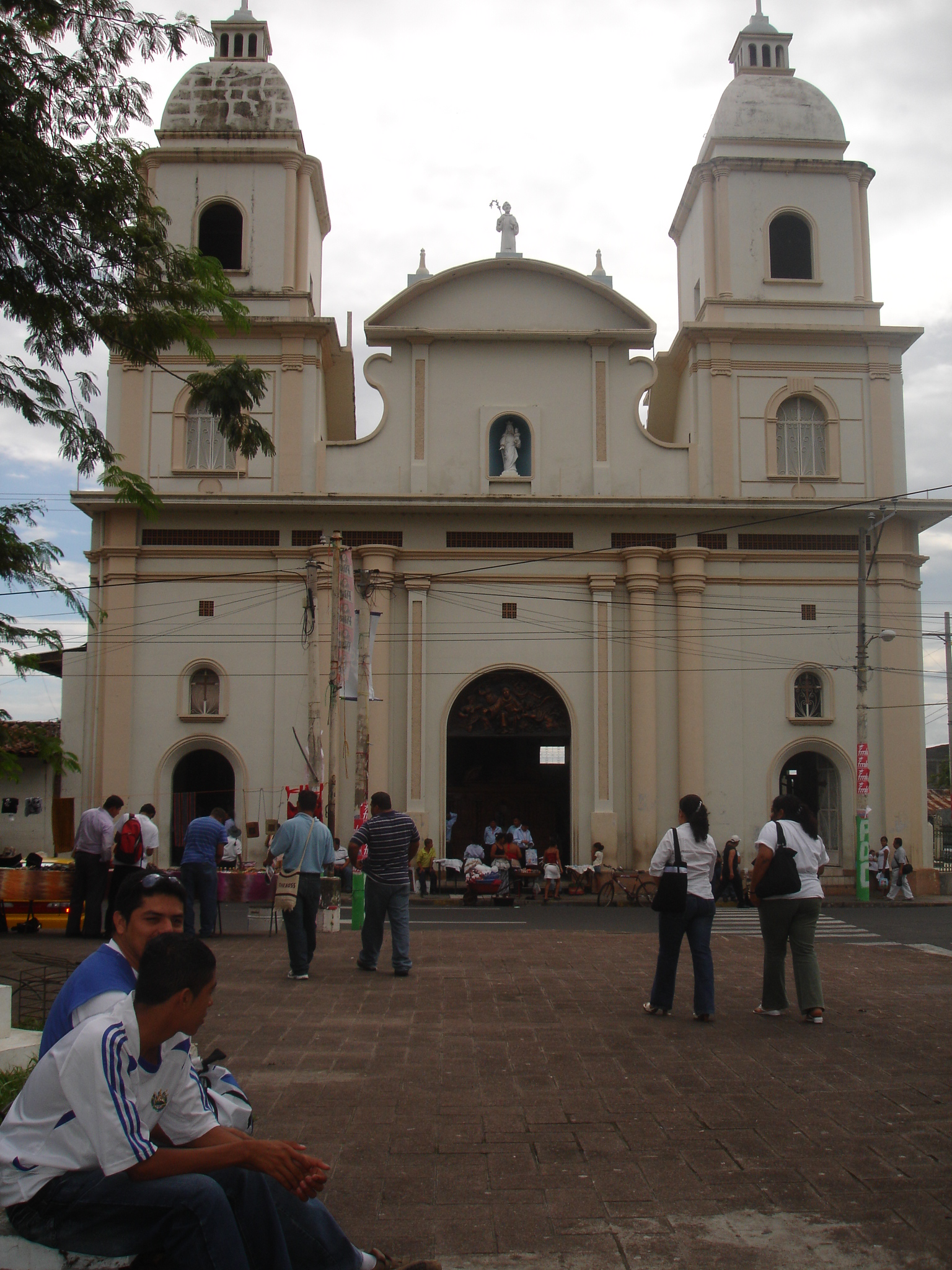
Kathedrale San Vicente

## Bischöfe von San Vicente
| Amtszeit                         | Name                                     | weitere Ämter                            |
| -------------------------------- | ---------------------------------------- | ---------------------------------------- |
| 27. November 1948 – 6. Juni 1983 | Pedro Arnoldo Aparicio y Quintanilla SDB |                                          |
| 6. Juni 1983 – 4. Juni 2005      | José Oscar Barahona Castillo             |                                          |
| 4. Juni 2005 – 27. Dezember 2008 | José Luis Escobar Alas                   | anschließend Erzbischof von San Salvador |
| seit 12. Dezember 2009           | José Elías Rauda Gutiérrez OFM           |                                          |